# Eleccions a Corts d'Aragó de 1991
Les Eleccions a les Corts d'Aragó es van celebrar el 26 de maig de 1991. Van ser les quartes eleccions democràtiques autonòmiques des del restabliment de la democràcia. El vencedor va ser el socialista José Marco Berges però un pacte entre els regionalistes aragonesos i els populars dugué al regionalista Emilio Eiroa García a ser triat president d'Aragó. Els altres partits que van obtenir representació parlamentària foren: Partit Popular d'Aragó, Partido Aragonés i Esquerra Unida d'Aragó.

## Dades generals
- Cens electoral: 955.074 (sobre una població de).
- Taules:
- Abstenció: 338.529 (35,45%%)
- Votants: 616.545 (64,55%%) 
  - Vàlids: 612.223 
    - Candidatures: 604.224
    - En blanc: 7.999

  - Nuls: 4.322

## Circumscripcions electorals
Les circumscripcions electorals corresponen a cadascuna de les tres províncies: 
- Osca - 18 parlamentaris.
- Terol - 16 parlamentaris.
- Zaragossa - 33 parlamentaris.

## Candidatures
- Per la província d'Osca:
  - Partit Popular d'Aragó (PP)
  - Centro Democrático y Social (CDS)
  - Partido Aragonés (PAR)
  - Partit Socialista Obrer Espanyol d'Aragó (PSOE)
  - Esquerra Unida d'Aragó (IU)
  - Chunta Aragonesista (CHA)
  - Partit Socialista dels Treballadors (PST)
- Per la província de Terol: 
  - Partit Popular d'Aragó (PP)
  - Centre Democràtic i Social (CDS)
  - Partit Aragonès (PARELL)
  - Partit Socialista Obrer Espanyol d'Aragó (PSOE)
  - Esquerra Unida d'Aragó (IU)
  - Chunta Aragonesista (CHA)
  - Partit Socialista dels Treballadors (PST)
- Per la província de Saragossa: 
  - Partit Popular d'Aragó (PP)
  - Centre Democràtic i Social (CDS)
  - Partit Aragonès (PAR)
  - Partit Socialista Obrer Espanyol d'Aragó (PSOE)
  - Esquerra Unida d'Aragó (IU)
  - Chunta Aragonesista (CHA)
  - Partit Socialista dels Treballadors (PST)
  - Partit Aragonès Independent (PAI)
  - Moviment Aragonès Social (MAS)

## Resultats

### Grups amb representació parlamentària
- Partit Socialista Obrer Espanyol d'Aragó - 30 escons (246.617 vots).
- Partido Aragonés - 17 escons (151.377 vots).
- Partit Popular d'Aragó - 17 escons (126.892 vots).
- Esquerra Unida d'Aragó - 5 escons (41.367 vots).

### Grups sense representació parlamentària
- Centro Democrático y Social: 18.924 vots
- Chunta Aragonesista: 14.008 vots.
- Partit Socialista dels Treballadors: 2.461 vots
- Partido Aragonés Independent: 1.886 vots
- Movimiento Aragonés Social: 1.030 vots